# Chodzież
Chodzież é um município da Polônia, na voivodia da Grande Polônia e no condado de Chodzież. Estende-se por uma área de 12,77 km², com 19 100 habitantes, segundo os censos de 2016, com uma densidade de 1 495,7 hab/km².